# Polychaetophora
Polychaetophora, monotipski rod parožina u porodici Chaetosphaeridiaceae. Jedina vrsta je Polychaetophora lamellosa.
U ovaj rod nekada je uključivana i vrsta Chaetopeltis orbicularis Berthold; sin. Polychaetophora simplex G.S.West; Oligochaetophora simplex (G.S.West) G.S.West